# Kriegsheim
Kriegsheim (Duits: Kriegsheim im Elsass) is een gemeente in het Franse departement Bas-Rhin (regio Grand Est) en telt 615 inwoners (1999). De gemeente behoort tot het kanton Brumath en het arrondissement Haguenau-Wissembourg.

## Geografie
De oppervlakte van Kriegsheim bedraagt 3,9 km², de bevolkingsdichtheid is 157,7 inwoners per km².
De onderstaande kaart toont de ligging van Kriegsheim met de belangrijkste infrastructuur en aangrenzende gemeenten.

## Demografie
Onderstaande figuur toont het verloop van het inwonertal (bron: INSEE-tellingen).